# Scolymus hispanicus
Scolymus hispanicus é uma espécie herbácea de planta com flor pertencente à família Asteraceae. 
A autoridade científica da espécie é L., tendo sido publicada em Species Plantarum 2: 813–814. 1753.

## Nomes comuns
Dá pelos seguintes nomes comuns: carrasquinha, cangarinha, cantarinha, cardo-bordão, cardo-de-ouro, escólimo-da-espanha e tagarrina.

## Descrição
É uma planta bienal ou perene de curta duração, pelo que se insere no tipo fisionómico dos hemicriptófitos, que pode chegar aos 80 cm de altura, com caules e folhas espinhosas. 
O caule e ramos são mais ou menos peludos e ligeiramente estriados longitudinalmente, as folhas são irregularmente espinhosas e dentadas, algo descontínuas.
As inflorescências são de amarelo vivo a amarelo alaranjado com cerca de 2-3 cm. . 
Em Portugal floresce de floresce de Maio a Setembro.

## Distribuição e habitat
Nativo em toda a região Mediterrânea, desde Portugal até ao Mar Cáspio e daí até Marrocos (com a exceção da Líbia onde também foi introduzido), tendo sido posteriormente introduzido mais a norte da Europa, nos Açores e em outras regiões do globo.
Foi introduzida no Brasil onde é cultivada em grande escala em São Paulo, especialmente para o aproveitamento das suas raízes, que atingem até 30cm de comprimento e 2cm de diâmetro.
É uma planta ruderal que cresce de forma silvestre e esporádica em poisios, pastagens, áreas de sobre-pastoreio, plantações de culturas nitrófilas, campos abandonados, bermas de caminhos, pátios, zonas suburbanas, bem como outros meios sob pressão intensa humana com abundância de azoto.

### Portugal
Trata-se de uma espécie presente no território português, nomeadamente em Portugal Continental e no Arquipélago dos Açores.
Mais concretamente, em Portugal Continental, medram na zona do Noroeste ocidental; em todas as zonas do Nordeste; nas Terras Fria e Quente transmontanas; em todas as zonas do Centro-Oeste; no Centro-Leste de campina; em todas as zonas do Centro-Sul e do Sudeste; em todas as zonas do Sudoeste, salvo o Sudoeste montanhoso; e em todas as zonas algarvias, salvo o Sotavento.
Em termos de naturalidade é nativa de Portugal Continental e introduzida no Arquipélago dos Açores.

## Protecção
Não se encontra protegida por legislação portuguesa ou da Comunidade Europeia.

## Colheita
Em Portugal a colheita das folhas deve ser feita entre o inverno e o início da primavera, antes que surja o caule, pois é quando as folhas da roseta basal ainda estão tenras. 
Há um ditado popular castelhano que reza, nos seguintes termos:
El de abril para mí, el de mayo para mi amo y el de junio para mi burro 

(traduzido para português: «O de abril para mim, o de Maio para o meu amo e o de Junho para o meu burro.»)

## Utilização
É usado pelo ser humano quer enquanto alimento, quer para fins terapêuticos. Conhecido há milhares de anos, sabe-se que era usado pelos gregos antigos pois foi descrito por Teofrasto, considerado por muitos o pai da botânica. Três séculos mais tarde foi evocado por Plínio, o Velho na sua obra História Natural como uma espécie de cardo que tem propriedades antitranspirantes. 
Alimentação
Do escólimo são comestíveis a nervura média dos rebentos, as corolas a raiz. Os rebentos, quando tenros e muito novos, são comidos de uma forma análoga aos espargos, a raiz é diurética e as corolas servem para fazer uma especiaria relativamente semelhante ao açafrão.
Preparação

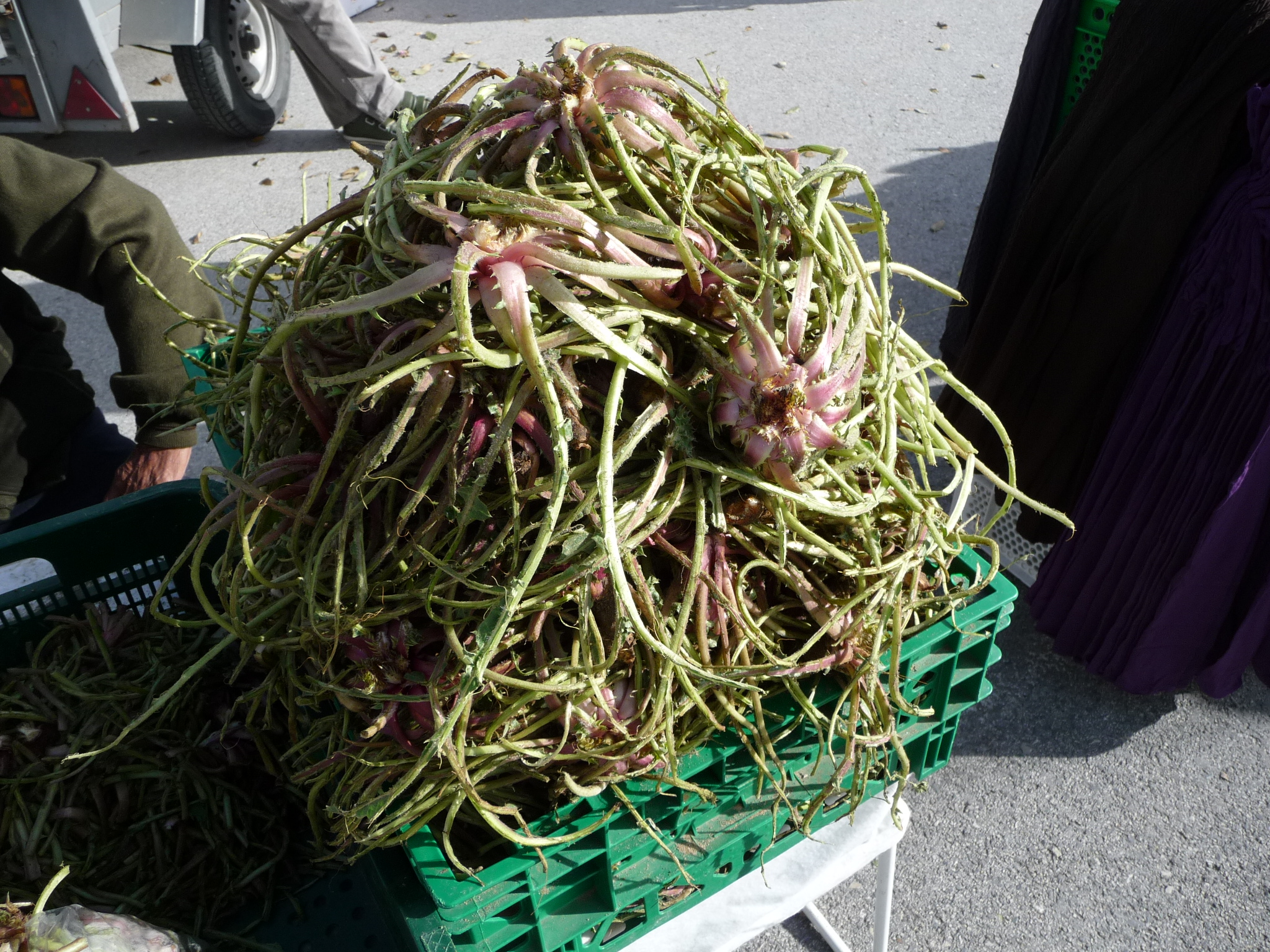
Nervuras médias das carrasquinhas arranjadas

Para preparar as nervuras médias devem-se colher folhas tenras dos rebentos. De seguida limpam-se e ripam-se de modo a retirar os espinhos e as nervuras laterais. Com uma faca afiada eliminam-se os últimos vestígios. Por fim devem ser escaldadas com água a ferver, escorridas e estão prontas a ser cozinhadas.
Gastronomia
É utilizado por todo o mundo em afamadas receitas, como guisados, sopas e saladas. Na gastronomia portuguesa é usado em diversas receitas, nomeadamente em pratos típicos alentejanos. Se actualmente são usados como ingredientes de ementas sofisticadas que constam de cardápios de restaurantes de luxo, oferecendo deliciosas degustações, tempos houve em que faziam parte da frugalidade do sustento dos alentejanos. Amiúde, o camponês alentejano, sem tempo para plantar na sua horta o essencial, servia-se destes vegetais para complementar o seu sustento. São exemplos de receitas típicas alentejanas: a Sopa de feijão com carrasquinhas e catacuses, o Feijão Branco com Bacalhau e Carrasquinhas ou o Cozido de grão com carrasquinhas.
Medicina
Em medicina, as raízes são utilizadas em Etnofarmacologia pelas suas propriedades diuréticas em doentes com insuficiências renais. Também são conhecidas pelas suas propriedades antitranspirantes.

## Festas
Para celebrar a Carrasquinha, bem como a outras ervas silvestres da região, todos os anos o Município de Alvito organiza o ciclo gastronómico “As Ervas da Baronia”, três semanas dedicadas a receitas com ervas silvestres. A semana em que se podem degustar as receitas com Carrasquinhas em vários restaurantes de Alvito e de  Vila Nova da Baronia costuma ser em Fevereiro.

## Taxonomia
A espécie Scolymus hispanicus foi descrita inicialmente por  Carlos Lineu e publicada na obra Species Plantarum.

## Etimologia
Scolymus deriva do latim scǒlŷmos, que por sua vez deriva do grego clássico σχόλυμος, termo que se usava para designar os cardos com a raiz comestível. O epíteto específico deriva do latim e significa 'da Hispânia', que era o que os romanos chamavam à Península Ibérica.

## Galeria

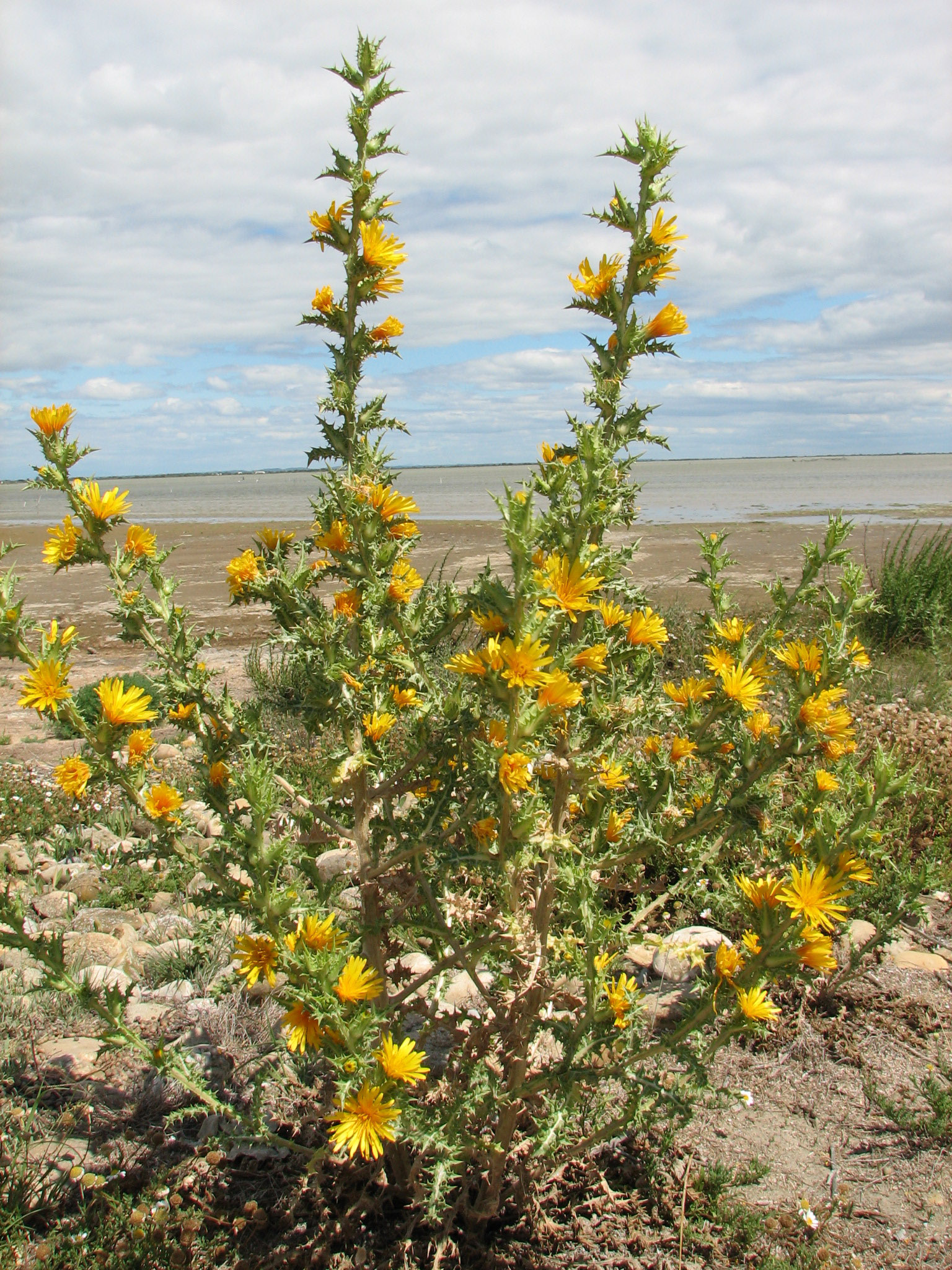
Carrasquinha florida
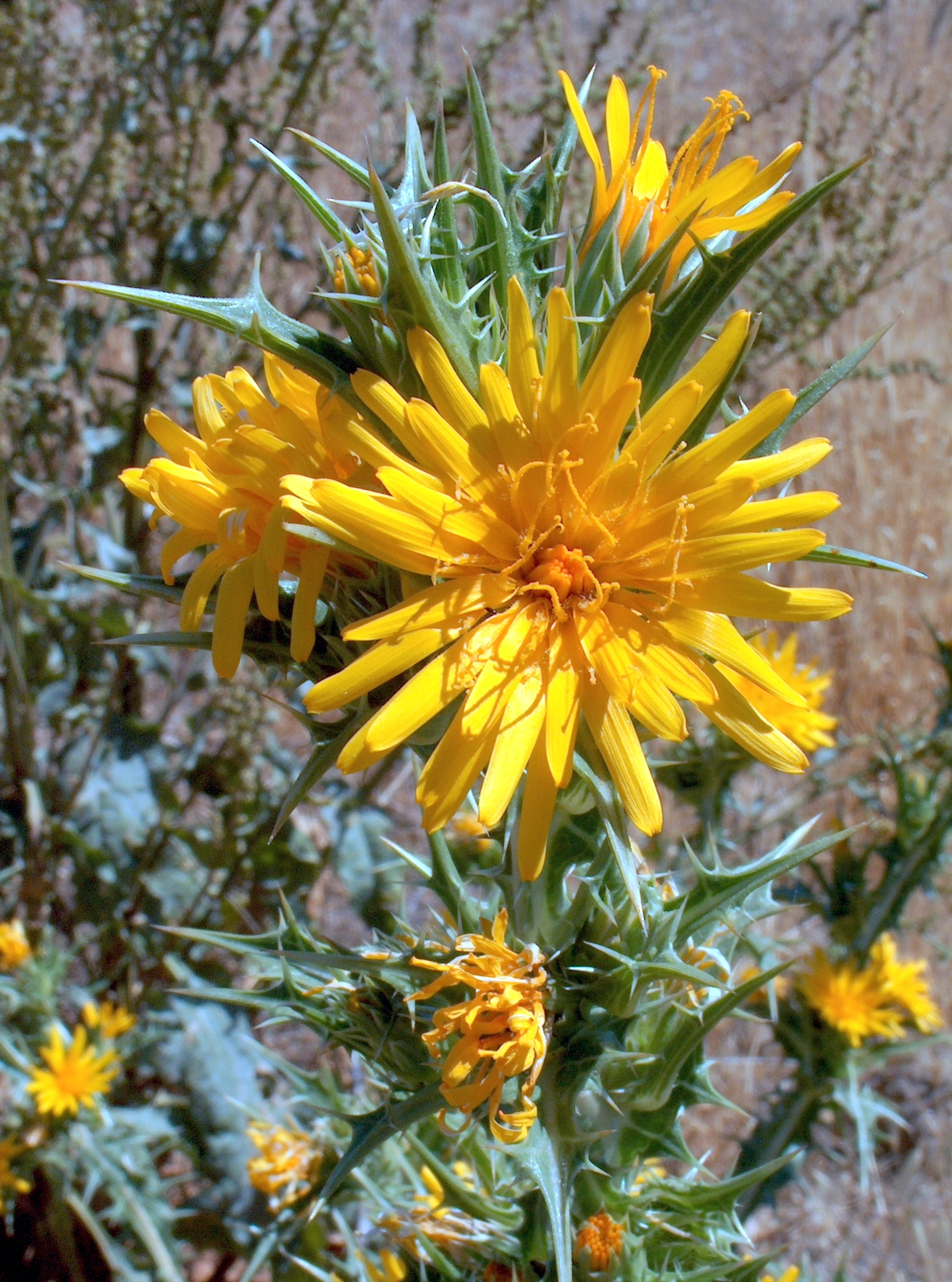
Inflorescências
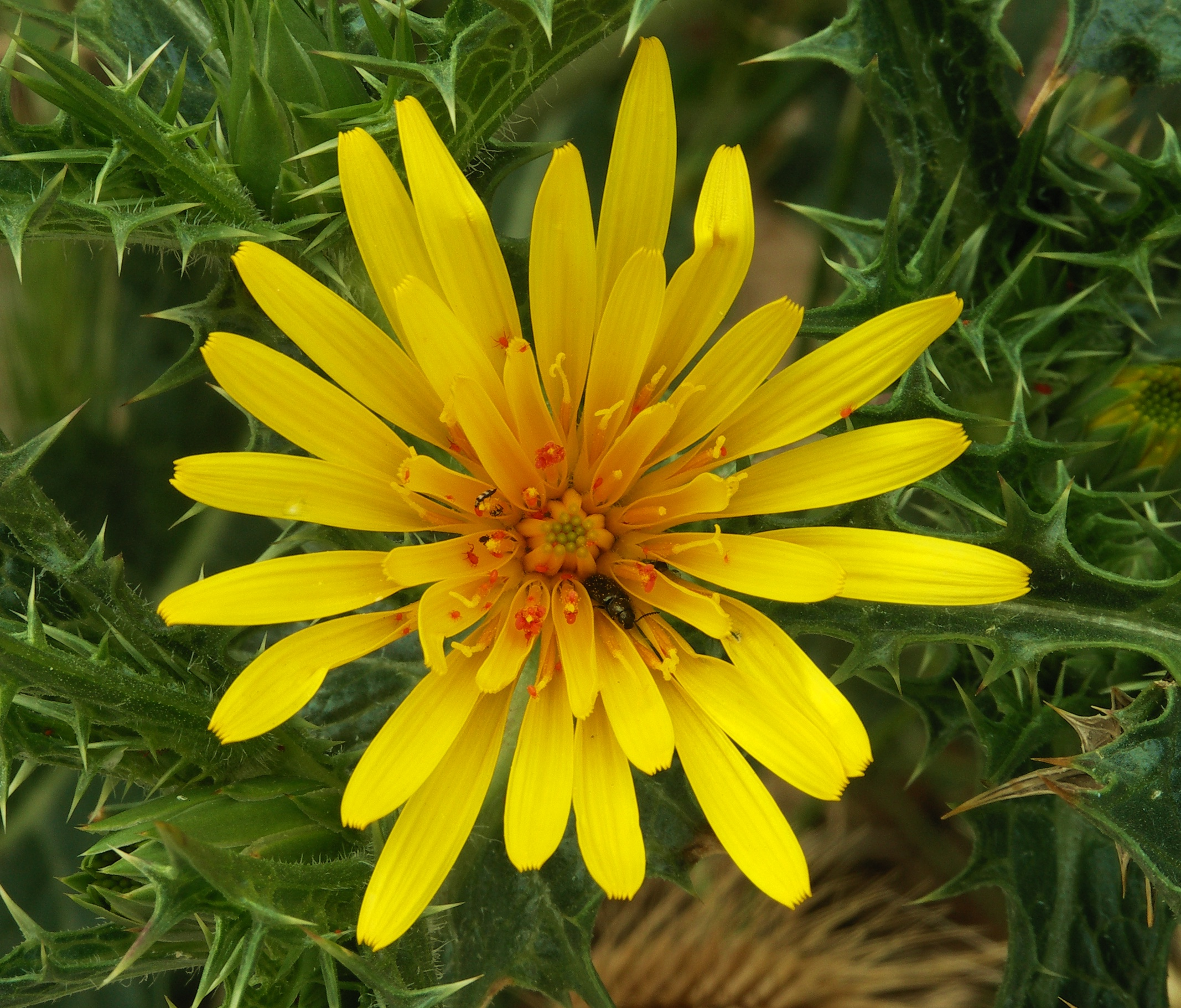
Inflorescência
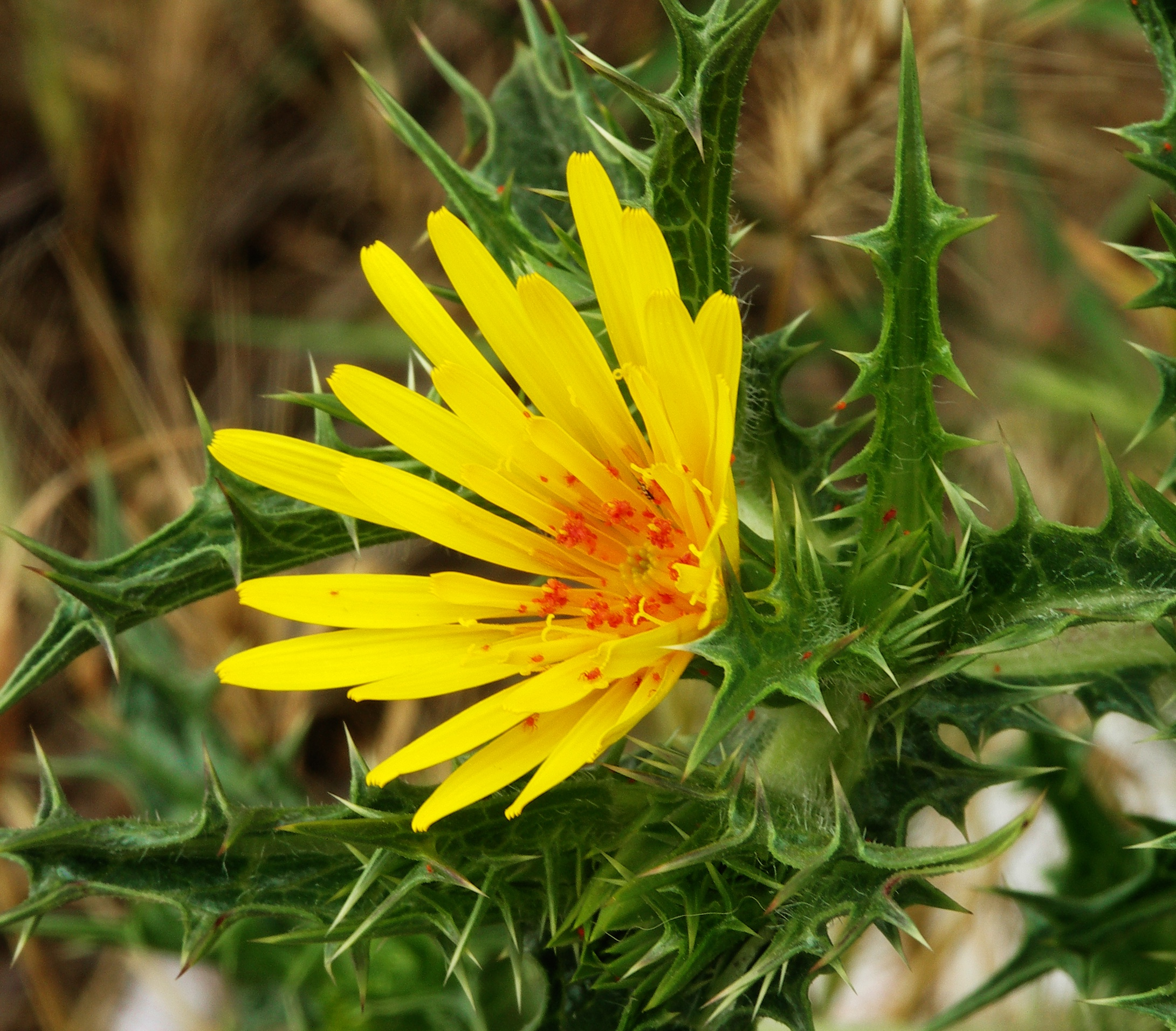
Inflorescência
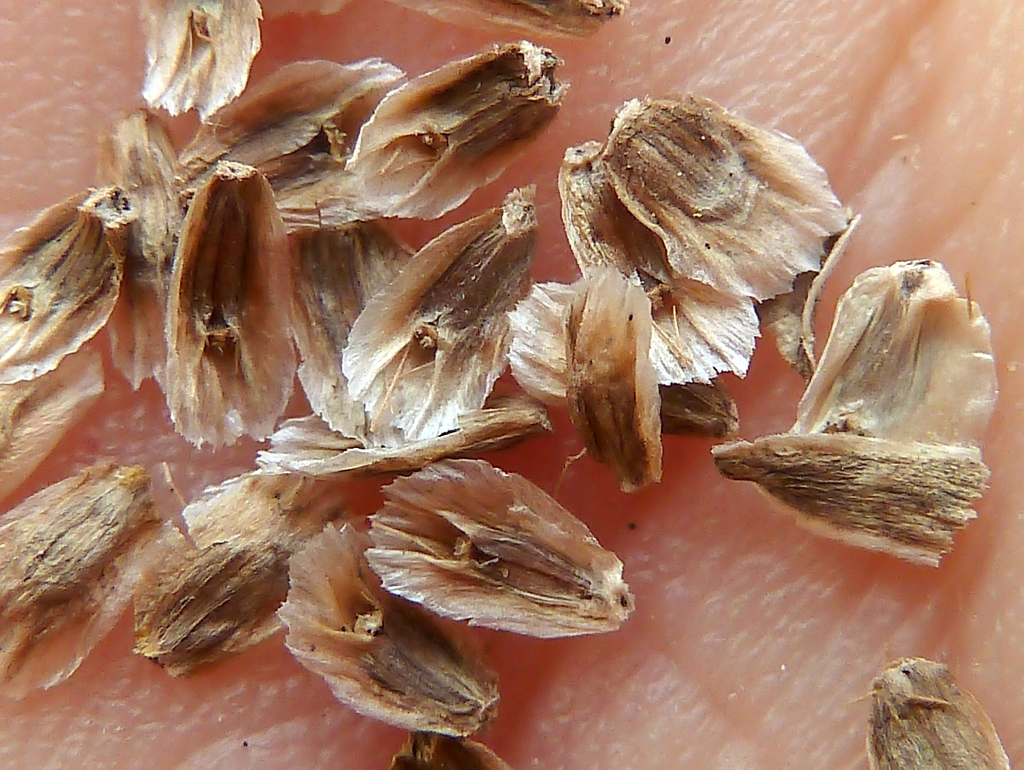
Aquénios maduros ainda rodeados pelas suas páleas aladas membranosas.
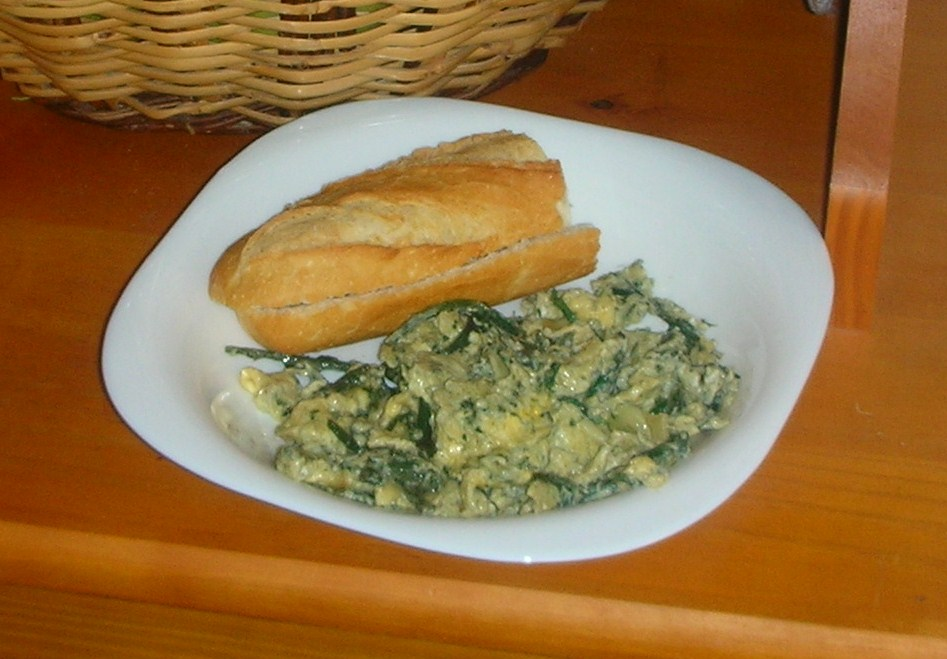
Ovos mexidos com Carrasquinhas
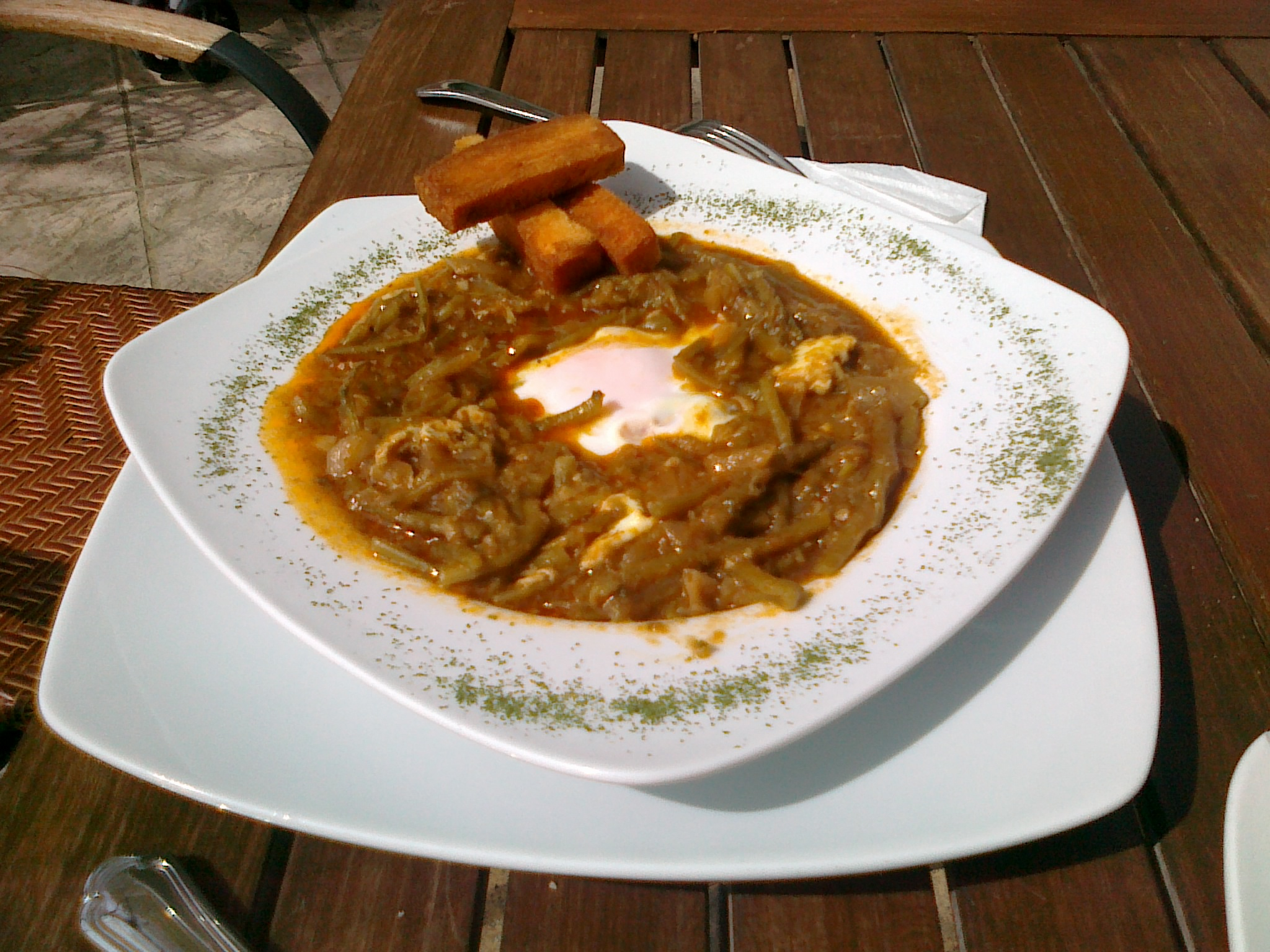
Carrasquinhas com ovo escalfado (Prato do Sul de Espanha: Revuleto de tagarninas)